# Вратна (река)
Вратна је река у источној Србији код истоименог села, недалеко од Брзе Паланке и десна је притока Дунава. Најпознатија је по три највиша природна камена моста у Европи тзв. прерастима који подсећају на врата, по чему је река и добила име. Извире на Великом Гребену и има дужину тока од 26 km, а током летњег дела године, нема сталан ток, већ на неколико места понире и поново избија на површину. На крају њеног кањона у горњем делу тока, налази се истоимени манастир (који по предању потиче из XIV века), као и ловиште у коме живе муфлони и јелени лопатари.

## Прерасти Вратне
- Видети: Прерасти Вратне

У клисури реке Вратне постоје три природна камена моста, два у близини самог манастира и трећи, удаљенији, у дубини речне клисуре. До њих се долази обележеном планинарском стазом, која је раније пролазила кроз сам манастир, док се данас обилази манастирско имање и до реке се стиже код саме Мале прерасти.
- Мала прераст је удаљена око двеста метара узводно од манастира и њена дужина је 15 метара[3]. Ширина њеног отвора износи 33 метра, висина 34 метра, док је дебљина свода изнад отвора 10 метара[3].
- Велика прераст је удаљена око сто метара од Мале прерасти и њена дужина је 45 метара[3]. Ширина њеног отвора износи 23 метра, висина 26 метра, док је дебљина свода изнад отвора 30 метара[3].
- Сува прераст се налази око два километра узводно од Мале и Велике прерасти и њена дужина је 34 метара[3]. Ширина њеног отвора износи 15 метра, висина 20 метра, док је дебљина свода изнад отвора 10 метара[3]. Свој назив је добила по томе што Вратна, у летњем делу године, понире педесетак метара узводно од ње, да би се касније појавила и још једном нестала, пре него што поново избије из стене и настави даље да тече површином земље.

Саме прерасти су различитог порекла, док су прве две остаци некадашње тунелске пећине кроз коју је текла Вратна и чији се део свода између њих урушио, дотле је трећа настала услед понирања реке. У њеној близини откривено је још примера крашког рељефа, три неистражене пећине, од којих је једна најдужа, друга обилује тунелима и ходницима, а у трећој се налази језерце.

## Биљни и животињски свет
На обалама реке Вратне живи 24 врсте дрвенастих (буква, орах, мечија леска, јоргован, горски јавор, јасен и друге) и 170 врста зељастих биљака. Поред муфлона и јелена лопатара који живе у ловишту, дуж Вратне живи 57 врста птица, 10 врста слепих мишева, затим степски творови, видре, јазавци, куне и друге животиње.

## Манастир Вратна
Манастир Вратна припада епархији тимочкој Српске православне цркве. Према народном предању, подигао га је архиепископ Никодим (1317—1324) почетком XIV века за краља Милутина Немањића (1282—1321). Манастир је током векова више пута рушен и обнављан, а данас је активан женски манастир. Његова црква је посвећена Вазнесењу Господњем (Спасовдан), а поред ње се налазе два конака. Сама грађевина је једноставна једнобродна црква са полукружном апсидом и звоником подигнутим на улазу. Њена дужина износи 16 метара, ширина 7.5, док су јој зидови дебели 2.5 метра.